# Leea aculeata
Leea aculeata är en vinväxtart som beskrevs av Carl Ludwig von Blume. Leea aculeata ingår i släktet Leea och familjen vinväxter. Inga underarter finns listade i Catalogue of Life.